# Ostriv, Sokal
Ostriv (în ucraineană Острів) este localitatea de reședință a comunei Ostriv din raionul Sokal, regiunea Liov, Ucraina.

## Demografie
Componența lingvistică a localității Ostriv
     Ucraineană (99,57%)
     Alte limbi (0,43%)
Conform recensământului din 2001, majoritatea populației localității Ostriv era vorbitoare de ucraineană (99,57%), existând în minoritate și vorbitori de alte limbi.